# Rodoald (książę Friuli)
Rodoald (ur. ? – zm. 694) – książę Friuli jako następca Landara w późnych latach VII wieku. Dokładne lata jego panowania nie są znane.
W 694 Rodoald został zaatakowany przez Ansfrida i uciekł do Istrii, skąd wsiadł na statek z Rawenny na dwór Kuninkperta w Pawii.